# كوخما
كوخما (بالروسية: Кохма) هي إحدى مدن روسيا في الكيان الفدرالي الروسي إيفانوفو أوبلاست.